# Shuri-ryu
Shuri-ryu (em japonês:  首里流, Shuri-ryū) é um estilo moderno de caratê, que foi criado por Robert Trias. Trata-se de um sistema marcial polivalente, composto precipuamente pelas técnicas contundentes do caratê ao qual foram altercadas outras, como precipitações e retenções, mais típicas das velhas escolas nipônicas (koryu). A despeito de pretender um resgate às origens das artes marciais japonesas, algumas formas foram alteradas no intuito de se amoldarem ao seu escopo.